# Người Hoa tại Botswana
Người Hoa tại Botswana hiện có khoảng 6000 người. Người Hoa là nhóm có giấy phép lao động tự do lớn nhất tại Botswana, mặc dù Người Zimbabwe là nhóm lớn hơn nếu tính cả số người theo dạng xuất khẩu lao động. Thống kê cho thấy 1.273 kiều dân người Hoa giữ giấy phép lao động, tức chiếm 11,3% tổng số. Người Trung Quốc được mô tả là đã tăng 36% so với con số 937 năm 2008. Nhiều người lao động tự do là là các nhà buôn tại Oriental Plaza ở Gaborone. Ngoài ra cũng có nhiều thương nhân người Trung Quốc tại Francistown. Theo tiếng lóng địa phương, hàng hóa Trung Quốc chất lượng thấp được gọi là "Fong-kongs". Một số người bản địa buộc tội các doanh nhân Trung Quốc đã xâm phạm tới lao động địa phương bằng cách bắt ép lao động quá giờ trong khi những người khác ca ngợi họ vì đã mang đến những mặt hàng giá thành thấp.
Hoa kiều chu báo (华侨周报), một tuần báo tiếng Hoa đx được phát hành từ tháng 5 năm 2009. Đây được tin là tờ báo đầu tiên tại Botswana in bằng một ngôn ngữ nước ngoài trừ tiếng Anh. Chủ tịch của báo là Nam Canh Tuất (南庚戌), ông cũng là chủ một công ty xây dựng tại Botswana.. Tổng biên tập của báo là Tian Wentai (田文泰).